# Eranina rondonia
Eranina rondonia là một loài bọ cánh cứng trong họ Cerambycidae.